# Hásságyi-tó
A Hásságyi-tó mesterséges állóvíz a nevét adó falu területén.  A Baranyai-dombságban elterülő halastavat az 1960-as években hozták létre a Vasas-Belvárdi-vízfolyáson. A tóba hordja vizét az Ellendi-patak is.